# پوشش ویروس

در این مدل تصویری از نمای سیتومگالوویروس، پوشش ویروس نشان داده شده است.

پوشش ویروس، یک لایه غشا (همچنین نگاه کنید به پوسته یاخته یا غشای سلولی) است که در بسیاری از ویروس‌ها وجود دارد و کپسید را احاطه می‌کند. کپسید این ویروس‌ها زیر لایهٔ غشای پوشش قرار دارد. از جمله ویروس‌های دارای پوشش، ویروس آنفلوآنزا (ارتومیکسوویریده)، اچ‌آی‌وی (ویروس ایدز یا نشانگان نقص ایمنی اکتسابی) و سیتومگالوویروسِ انسانی را می‌توان نام برد. پوشش، در فرایند وارد شدن به سلول، به ویروس یاری می‌رساند. ترکیب و ساختار شیمیایی پوشش از جنس پروتئین، لیپید و گلیکوپروتئین است. مولکول‌های سازندهٔ پوشش از بدنهٔ سلول میزبان قبلی تأمین می‌شوند. در انگلیسی، در بسیاری از اوقات، پوشش ویروس را با یکی از واژه‌های coat یا envelope می‌شناسند.

طرحواره ای از سیتومگالوویروس

پوشش ویروسی یا غلاف ویروسی یک لایهٔ بیرونی است که در دورانی که ویروس در میان سلول‌های میزبان است آن را پوشانده‌است این پوشش در برخی ویروس‌ها مانند اچ‌آی‌وی (و بسیاری ویروس‌های حیوانی) وجود دارد. برخی ویروس‌های پوشش‌دار، یک لایهٔ پروتئین به نام کپسید هم میان پوشش و ژنوم خود دارند. پوشش‌ها معمولاً از پروتئین غشای سلولی میزبان (فسفولیپید و پروتئین) به همراه گلیکوپروتئین ویروسی ساخته شده‌اند. این پوشش به ویروس کمک می‌کند تا از دید دستگاه ایمنی بدن میزبان نادیده گرفته شود. گلیکوپروتئین ویروسی در سطح پوشش ویروس وظیفهٔ شناسایی و چسبیدن به گیرنده‌های جدید را دارد. سپس پوشش ویروسی، غشای سلول را در خود حل می‌کند تا کپسید و ژنوم ویروسی بتوانند وارد سلول شوند و میزبان را آلوده کنند.
سلولی که ویروس از آن جوانه می‌زند معمولاً می‌میرد یا ضعیف می‌شود و فقط ذرات ویروسی بیشتری را پراکنده می‌کند. غشاء دولایه لیپیدی پوشش این نوع ویروس‌ها به شدت به خشکی، حرارت و مواد شوینده حساس است بنابراین جایی که با این ویروس‌ها تماس دارد به راحتی پاک سازی می‌شود از این رو تنها راه انتقال این ویروس‌ها جابجایی مستقیم از یک میزبان به میزبان دیگر است. پاکسازی ویروس‌های بدون پوشش ویروسی نسبت به ویروس‌های دارای پوشش دشوارتر است.
ویروس‌های پوشش دار برای یورش به دستگاه ایمنی بدن به آسانی و به سرعت خود را تغییر می‌دهند و می‌توانند تولید عفونت مداوم بکنند.

## نمونه‌ها
چند مورد از ویروس‌هایی که برای انسان بیماری‌زا است:
ویروس‌های DNA
- هرپس‌ویروسان
- هپادناویریده
- اسفارویروسان
- پوکسی‌ویروسان

ویروس‌های RNA
- Flavivirus
- Alphavirus
- Togavirus
- کروناویروس
- هپاتیت دی
- ارتومیکسوویریده
- Paramyxovirus
- ویرویس‌های میله‌ای[۲]
- Bunyavirus
- Filovirus

رتروویروس‌ها
- رتروویروس